# 広野寛
広野 寛（ひろの ゆたか、1921年10月4日 - 2006年5月19日）は、日本の経営者、銀行家。滋賀銀行頭取を務めた。

## 経歴
滋賀県出身。1944年に京都帝国大学経済学部を卒業。日本銀行での勤務を経て、1954年10月に滋賀銀行取締役に就任し、1959年10月に常務、1963年10月に専務、1967年11月に副頭取を経て、1971年11月に頭取に就任。1979年6月に会長に就任し、1997年6月には相談役に就任。
1984年11月に藍綬褒章を受章し、1992年4月に勲三等瑞宝章を受章。
2006年5月19日肺炎のために死去。84歳没。